# In Motion
"In Motion" é um single do músico japonês hide lançado em 10 de julho de 2002, quatro anos após sua morte. Alcançou a quarta posição nas paradas da Oricon Singles Chart.

## Visão geral
A faixa demo de "In Motion" foi gravada originalmente durante as sessões do segundo álbum de hide, Psyence, assim como "Junk Story". O co-produtor I.N.A o completou com ajuda dos outros membros do Spread Beaver e de Pata. Tanto "In Motion" quanto "Junk Story" foram incluídos na compilação Singles ~ Junk Story lançado alguns dias depois, em 24 de julho.
Os lados B do single são remixes de duas músicas do Psyence, feitas por I.N.A, e uma versão instrumental de "In Motion".

## Faixas
Todas as faixas escritas e compostas por hide. 
| N.º | Título                                 | Duração |  |
| 1.  | "In Motion"                            | 4:58    |  |
| 2.  | "Flame" (Psyence Faction Version)      | 6:59    |  |
| 3.  | "Pose" (Mixed LEMONed Jelly Mix Ver.9) | 6:19    |  |
| 4.  | "In Motion" (Voiceless Version)        | 4:57    |  |

## Créditos
Créditos apenas de "In Motion", de acordo com as notas de encarte do single.
- hide - vocais
- I.N.A - coprodutor, programação
- Pata - guitarra
- Kiyoshi - guitarra
- Chirolyn - baixo
- D.I.E - teclado
- Joe - bateria
- Eric Westfall - engenheiro de mixagem, engenheiro de gravação

## Versões cover
"In Motion" foi tocada por Fest Vainqueur para o álbum tributo Tribute III -Visual Spirits-, lançado em 3 de julho de 2013. A cantora Mini também gravou uma versão para o Tribute VI -Female Spirits-, lançado em 18 de dezembro de 2013.